# Соціал-демократична партія Китаю
Соціал-демократична партія Китаю (спрощ.: 中国社会民主党; кит. трад.: 中國社會民主黨; піньїнь: Zhōngguó Shèhuì Mínzhǔdǎng акад.: Чжу́нґо Шѐхуей Мі́нчжу-да̀н) колишня існуюча політична партія соціал-демократичного спрямовування,була організована китайськими іммігрантами в Європі.
Ван Кієн був обраним секретарем партії на партійному з'їзді 14 листопада 1926 року.Ян Кантао, житель Парижа, також деякий час був секретарем партії. У середині 1920-х років партія була членом Трудового і Соціалістичного Інтернаціоналу.
У подальшому інформація про діяльність партії відсутня — можливо, через зниження зацікавленості іммігрантів вона припинила своє існування.
1. ↑  Kowalski, Werner. Geschichte der sozialistischen arbeiter-internationale: 1923 - 19. Berlin: Dt. Verl. d. Wissenschaften, 1985. p. 289